# Men don't cry
Men don't cry of 奸人堅 is een Hongkongse TVB-comedyserie uit 2007. De serie bestaat uit 21 afleveringen en de voertaal is Standaardkantonees en heel soms Engels. Het openingslied 奸人堅 is gezongen door Dayo Wong. Het verhaal speelt zich af in het begin van de Chinese Republiek in Kanton. Ho Kei-Kin (Dayo Wong) is een gemene schurk (Kan-Yan-Kin 奸人堅) die de stad bang maakt. De politie durft niets tegen hem te beginnen. Op een dag vecht Kei-Kin om een huis met Ling Yuk Tsui (Cecilia Yip). Zij wordt verliefd op Kei-Kin. Wong Fei-Hung (Lam Ka-Wah) wordt de sifu van Ho Kei-Kin. Wong Fei-Hung wordt verliefd op de konijntandige Yuk-Tsui. Fei-Hung, die in andere films als een held wordt neergezet, wordt in deze serie als een nietsnut voorgesteld die Kei-Kin zoveel kansen geeft, dat hij telkens weer op het foute pad beland.

## Rolverdeling
- Dayo Wong als Ho Kei-Kin (何其堅) / Kan-Yan-Kin (奸人堅)
- Lam Ka-Wah als Wong Fei-Hung (黃飛鴻)
- Cecilia Yip als Ling Yuk-Tsui (凌玉翠)
- Benz Hui als So Fei (蘇飛)
- Charmaine Li als Jenny
- Vivien Yeo als Ling Yuk-Bik (凌玉碧)